# دیر قانون النهر
دیر قانون النهر (به عربی: دير قانون النهر) یک منطقهٔ مسکونی در لبنان است که در شهرستان صور واقع شده‌است.